# Вацлав Остроруг
Вацлав Остроруг гербу гербу Наленч (пол. Wacław Ostroróg; д/н — 1527) — державний діяч Польського королівства.

## Життєпис
Походив з польського магнатського роду Остророгів. Старший син Яна Остроруга, познанського воєводи, і княгині Олени Рациборської. Дата народження невідома. 1493 року разом з братом Станіславом почав навчатися у Віденському університеті.
1501 року після смерті батька разом з братом Вацлавом почав ділити родинні маєтності, через що виникли суперечки. Тривалий час вимушений був боротися у судах. Десь після 1506 року одружився з Уршулею Потоцькою. Завдяки посередництву королівських уповноважених лише у 1515 році розділив з братом спадщину.
1519 році після смерті брата успадкував значні маєтності. Також призначається каліським каштеляном. Згодом отримав титул графа Священної Римської імперії. Помер 1527 року.

## Родина
Дружина — Уршуля, донька Станіслава Потоцького гербу Шеліга
Діти:
- Якуб (1516—1568), генеральний староста великопольський
- Станіслав (1519—1568), каштелян мендзижецький
- Ганна, дружина Якторовського
- Ганна, дружина представника роду Опацьких